# Andrzej Bielawski
Andrzej Bielawski (ur. 17 lutego 1974 w Głogowie)  – polski samorządowiec, starosta wschowski w latach 2018–2024. Członek Rady ds. Samorządu Terytorialnego, działającej w ramach Narodowej Rady Rozwoju przy Prezydencie Rzeczypospolitej Polskiej.

## Życiorys
Absolwent Akademii Ekonomicznej w Poznaniu. Wieloletni manager w fabryce produkującej specjalistyczne zabudowy samochodów ciężarowych. W latach 2006–2010 radny oraz zastępca przewodniczącego Rady Miejskiej w Szlichtyngowej, pełnił funkcję przewodniczącego Komisji Budżetowej oraz członka Komisji Gospodarki Komunalnej i Mienia. W latach 2015–2018 zastępca burmistrza miasta i gminy Szlichtyngowa. 
Od 2018 do 2024 starosta powiatu wschowskiego oraz Radny Rady Powiatu Wschowskiego. Członek Prawa i Sprawiedliwości. W 2021 roku powołany do Rady ds. Samorządu Terytorialnego działającej w ramach Narodowej Rady Rozwoju przy Prezydencie Rzeczypospolitej Polskiej.

## Odznaczenia
- Złoty Krzyż Zasługi[4].
- Odznaka Honorowa za Zasługi dla Samorządu Terytorialnego[5].
- Brązowa Odznaka „Zasłużony dla Ochrony Przeciwpożarowej”[6][7].
- Srebrny Medal za Zasługi dla Policji.
- Brązowy Medal za Zasługi dla Policji.
- Medal „Pro Patria”.
- Medal Komisji Edukacji Narodowej.
- Odznaka Świętego Floriana za zasługi dla społeczności lokalnej.

## Życie prywatne
Jest żonaty, ma cztery córki.